# Rudolf Pettersson

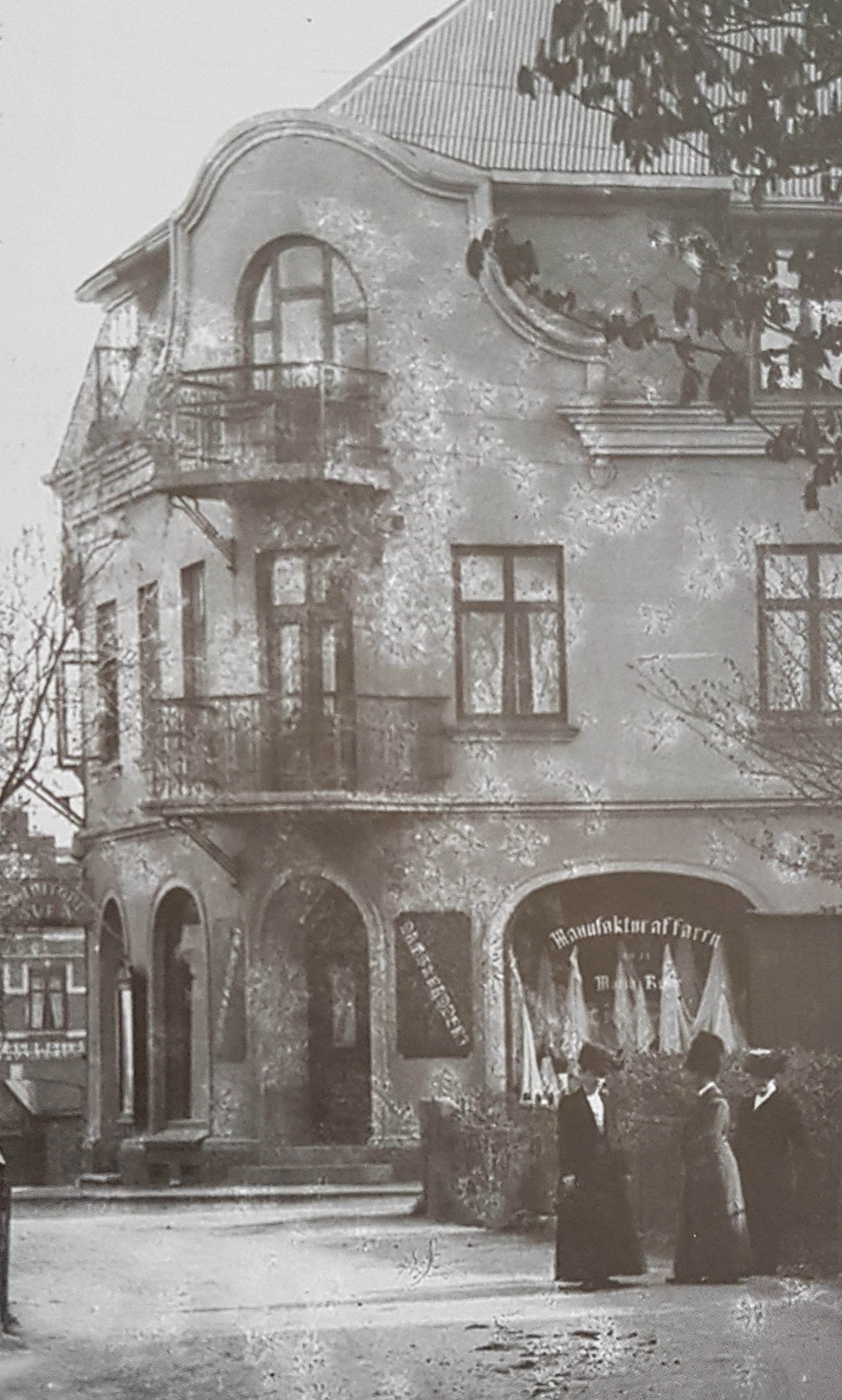
Rudolf Pettersson fotoateljé låg på andra våningen på Bruksgatan i Höganäs

Rudolf Bernhard Aqvelin Pettersson-Rube, fram till 1905 Pettersson, född 13 juni 1858 i Lund, död 11 september 1920 i Höganäs, var en svensk fotograf.
Han var son till fotografen Otto Pettersson samt far till fotografen Arthur Rube.
Han utbildades och arbetade som assistent redan som barn i sin fars fotoateljéer i Lund och Malmö. Rudolf Pettersson etablerade en ateljé i Malmö 1879 men valde efter tre år att flytta verksamheten för att komma bort från den stora konkurrensen som fanns i Malmö-området. Han öppnade sin nya ateljé i Höganäs 1882 och kort därefter även en filial i Ljungbyhed. Eftersom det tidigare inte fanns någon fotograf på dessa orter, fick han på kort tid en stor kundkrets som i Höganäs var borgare och bönder medan kunderna i Ljungbyhed bestod av militärer och bönder. 
Förutom porträttfoton skapade han många vykortsbilder från regementet i Ljungbyhed och stadsmiljöer från Gruvtorget, Storgatan och hamnen i Höganäs. Han är representerad vid bland annat Höganäs museum.